# Peridroma nigrafasciata
Peridroma nigrafasciata är en fjärilsart som beskrevs av Chang. Peridroma nigrafasciata ingår i släktet Peridroma och familjen nattflyn. Inga underarter finns listade i Catalogue of Life.